# Capitol
|  | No s'ha de confondre amb capítol. |

Els capitols eren, des de l'edat mitjana i fins al 1789, els habitants escollits pels sis barris de Tolosa per constituir el consell municipal de la ciutat. Tenint en compte que Tolosa era una ciutat que posseïa drets de justícia i de defensa, i que era la seu d'una vasta senyoria, les seves atribucions eren no només administratives, sinó que també tenien funcions judicials i militars. Les funcions eren reconegudes pel compte, primer, i pel rei després com a nobles i ennoblidores. L'establiment del Parlament de Tolosa al segle xiv va reduir les seves prerrogatives judicials. Amb la Revolució francesa, s'abolí el capitol i el Parlament de Tolosa.

## Història
Aquesta institució té el seu origen en el comte Alfons Jordà, fill de Ramon IV de Tolosa. Els consellers del comte formaren, conjuntament amb els jutges del comte, el capitol anomenat capitolum. Aquest capitol durant les croades podia jutjar els processos entre mercaders. Els membres d'aquest col·legi municipal adoptaren el títol de cònsols i, després, de capitols.
El 1147, Alfons Jordà redactà els privilegis i fixà en 24 el nombre de cònsols. El 1188, els capitols s'aprofitaren d'una guerra entre Ramon V de Tolosa i els reis d'Anglaterra i d'Aragó per obtenir l'autonomia.
El 1190, compraren un grup de cases per fer-ne la casa comuna, el Capitoli. Avui el nom de l'ajuntament de la ciutat encara porta aquest nom.
El 1438, la ciutat queda reduïda a 8 capitolats. Els capitols s'elegien el 25 de novembre per un any. El 1645, el rei començà a nomenar ell mateix i des de París els capitols, malgrat que la ciutat estimava que podia escollir tota sola els seus magistrats. El 1692, el rei volgué imposar capitols permanents, però el 1700 el sistema tornà a la seva organització tradicional.
El 14 de setembre de 1789, els capitolats foren reemplaçats per quinze seccions, marcant així la fi d'aquesta institució. Joseph de Rigaud fou elegit el primer alcalde de Tolosa el 28 de febrer de 1790.

## La noblesa dels capitols
Fins al 1248 la designació dels capitols, feta en un primer moment pel comte i, després, pels mateixos habitants (alguns habitants) de la ciutat, eren de fet absolutament en mans de les antigues famílies nobles tolosanes. La reforma de 1248 introduí al costat dels maiores (els nobles), els medii, que eren burgesos enriquits; aquests darrers, poc nombrosos, s'integrarent molt aviat mitjançant el matrimoni a l'oligarquia tolosana. Tot i així, existien unes regles: «una família burgesa no esdevé definitivament noble fins que el pare i el fill no hagin estat capitols».
La legalitat d'aquest ennobliment no serà definitivament reconeguda en tot el regne fins a les cartes patentes d'Enric II, expedides a Folembray el 14 d'agost de 1552, on s'ordena que «tots els capitols que ho han estat i ho seran en un futur, gaudeixen dels mateixos privilegis i prerrogatives que els altres nobles del regne, juntament amb les seves esposes i tots els seus descendents barons i filles».

## Els capitolats
La ciutat es dividia en vuit capitolats i cada capitol duia un color en funció del barri que representava:
- El barri de la Daurada en verd i blanc.
- El barri de Sant Geraud en negre.
- El barri de Sant Esteve en violeta.
- El barri de la Dalbada] en encarnat.
- El barri del Pont Vell en taronja.
- El barri de Sant Serni en groc.
- El barri de Sant Pere de les Cuines en blau.
- El barri de Sant Bartomeu en amarant.